# Saltos ornamentais no Campeonato Mundial de Esportes Aquáticos de 2009 - Trampolim 3 m sincronizado feminino
A prova de trampolim 3m sincronizado feminino dos saltos ornamentais no Campeonato Mundial de Esportes Aquáticos de 2009 foi realizada nos dias 23 e 24 de julho no Stadio del Nuoto em Roma.

## Calendário
| Fase         | Data     |
| ------------ | -------- |
| Eliminatória | 23/julho |
| Final        | 24/julho |

## Medalhistas
| Ouro                             | Prata                                       | Bronze                                           |
| China · Guo Jingjing · Wu Minxia | Itália · Tania Cagnotto · Francesca Dallape | Rússia · Yuliya Pakhalina · Anastasia Pozdniakov |

## Resultados
| Posição | Atletas                                | Atletas        | Nota   |
| ------- | -------------------------------------- | -------------- | ------ |
| 1       | Guo Jingjing Wu Minxia                 | China          | 342.90 |
| 2       | Tania Cagnotto Francesca Dallape       | Itália         | 316.20 |
| 3       | Yuliya Pakhalina Anastasia Pozdniakova | Rússia         | 305.49 |
| 4       | Paola Espinosa Laura Sánchez           | México         | 304.50 |
| 5       | Jennifer Abel Melanie Rinaldi          | Canadá         | 302.70 |
| 6       | Briony Cole Sharleen Stratton          | Austrália      | 301.74 |
| 7       | Kelci Bryant Ariel Rittenhouse         | Estados Unidos | 293.40 |
| 8       | Katja Dieckow Nora Subschinski         | Alemanha       | 285.90 |
| 9       | Mai Nakagawa Sayaka Shibusawa          | Japão          | 282.96 |
| 10      | Olena Fedorova Alevtyna Korolyova      | Ucrânia        | 281.73 |
| 11      | Raisa Geurtsen Iris Janssen            | Países Baixos  | 257.16 |
| 12      | Piroska Flóra Gondos Zsófia Reisinger  | Hungria        | 234.96 |
| 13      | Choi Sut Ian Choi Sut Kuan             | Macau          | 228.96 |

| Posição           | Atletas                                | Atletas        | Nota   |
| ----------------- | -------------------------------------- | -------------- | ------ |
| Medalha de ouro   | Guo Jingjing Wu Minxia                 | China          | 348.00 |
| Medalha de prata  | Tania Cagnotto Francesca Dallape       | Itália         | 329.70 |
| Medalha de bronze | Yuliya Pakhalina Anastasia Pozdniakova | Rússia         | 310.80 |
| 4                 | Jennifer Abel Melanie Rinaldi          | Canadá         | 309.90 |
| 5                 | Briony Cole Sharleen Stratton          | Austrália      | 309.18 |
| 6                 | Kelci Bryant Ariel Rittenhouse         | Estados Unidos | 305.10 |
| 7                 | Paola Espinosa Laura Sánchez           | México         | 304.50 |
| 8                 | Mai Nakagawa Sayaka Shibusawa          | Japão          | 291.45 |
| 9                 | Katja Dieckow Nora Subschinski         | Alemanha       | 282.30 |
| 10                | Olena Fedorova Alevtyna Korolyova      | Ucrânia        | 263.67 |
| 11                | Raisa Geurtsen Iris Janssen            | Países Baixos  | 262.44 |
| 12                | Piroska Flóra Gondos Zsófia Reisinger  | Hungria        | 245.19 |